# Maïné-Soroa
Maïné-Soroa es una comuna urbana de Níger, chef-lieu del departamento homónimo en la región de Diffa. En 2012, la comuna presentaba una población censada de 78 735 habitantes, de los cuales 40 570 eran hombres y 38 165 eran mujeres.
La localidad fue fundada a principios del siglo XIX como un asentamiento de Bornu. El topónimo, de origen kanuri, viene a significar "nuestro jefe tiene una casa de adobe". A mediados del siglo XIX fue anexionada por el sultán de Zinder, a quien perteneció hasta su inclusión en el África Occidental Francesa a principios del siglo XX.
Se encuentra situada al sureste del país, unos 50 km al oeste de la capital regional Diffa sobre la carretera RN1. La ciudad es fronteriza con Nigeria, saliendo al sur de Maïné-Soroa la carretera que lleva a Geidam.
Es la ciudad natal de Mamadou Tandja (n. 1938), presidente de Níger entre noviembre de 1999 y febrero de 2010.

## Clima
| Parámetros climáticos promedio de Maïné-Soroa (2010) | Parámetros climáticos promedio de Maïné-Soroa (2010) | Parámetros climáticos promedio de Maïné-Soroa (2010) | Parámetros climáticos promedio de Maïné-Soroa (2010) | Parámetros climáticos promedio de Maïné-Soroa (2010) | Parámetros climáticos promedio de Maïné-Soroa (2010) | Parámetros climáticos promedio de Maïné-Soroa (2010) | Parámetros climáticos promedio de Maïné-Soroa (2010) | Parámetros climáticos promedio de Maïné-Soroa (2010) | Parámetros climáticos promedio de Maïné-Soroa (2010) | Parámetros climáticos promedio de Maïné-Soroa (2010) | Parámetros climáticos promedio de Maïné-Soroa (2010) | Parámetros climáticos promedio de Maïné-Soroa (2010) | Parámetros climáticos promedio de Maïné-Soroa (2010) |
| Mes                                                  | Ene.                                                 | Feb.                                                 | Mar.                                                 | Abr.                                                 | May.                                                 | Jun.                                                 | Jul.                                                 | Ago.                                                 | Sep.                                                 | Oct.                                                 | Nov.                                                 | Dic.                                                 | Anual                                                |
| ---------------------------------------------------- | ---------------------------------------------------- | ---------------------------------------------------- | ---------------------------------------------------- | ---------------------------------------------------- | ---------------------------------------------------- | ---------------------------------------------------- | ---------------------------------------------------- | ---------------------------------------------------- | ---------------------------------------------------- | ---------------------------------------------------- | ---------------------------------------------------- | ---------------------------------------------------- | ---------------------------------------------------- |
| Temp. máx. media (°C)                                | 33.5                                                 | 37.7                                                 | 38.5                                                 | 43.1                                                 | 43.6                                                 | 39.2                                                 | 35.3                                                 | 33.5                                                 | 35.3                                                 | 39.4                                                 | 37.8                                                 | 32.4                                                 | 37.4                                                 |
| Temp. mín. media (°C)                                | 14.8                                                 | 19.2                                                 | 22.0                                                 | 27.0                                                 | 28.5                                                 | 26.2                                                 | 24.7                                                 | 23.7                                                 | 23.2                                                 | 24.0                                                 | 20.1                                                 | 14.4                                                 | 22.3                                                 |
| Precipitación total (mm)                             | 0                                                    | 0                                                    | 0                                                    | 0                                                    | 0                                                    | 62.8                                                 | 165.8                                                | 162.3                                                | 39.9                                                 | 0                                                    | 0                                                    | 0                                                    | 430.8                                                |
| Días de lluvias (≥ 1 mm)                             | 0                                                    | 0                                                    | 0                                                    | 0                                                    | 0                                                    | 6                                                    | 10                                                   | 12                                                   | 9                                                    | 0                                                    | 0                                                    | 0                                                    | 37                                                   |
| Fuente: Stat-Niger                                   |                                                      |                                                      |                                                      |                                                      |                                                      |                                                      |                                                      |                                                      |                                                      |                                                      |                                                      |                                                      |                                                      |